# Natolin (Warszawa)
Natolin – osiedle i obszar MSI w warszawskiej dzielnicy Ursynów.

## Opis
Pod koniec XVII wieku na obszarze Natolina urządzony został przez Jana III Sobieskiego królewski zwierzyniec, przyległy do rezydencji w Wilanowie. W 1730 właściciele dóbr Maria i August Czartoryscy wydzierżawili je dożywotnio następcy polskiego tronu Augustowi II Mocnemu, który przekształcił zwierzyniec w miejsce hodowli i polowań na bażanty, stąd funkcjonująca do początków XIX wieku nazwa obszaru – Bażantarnia. Przeprojektował ją według barokowych założeń francuskich z promieniście rozchodzącymi się od domu duktami na wzór zwierzyńca w Wersalu. W 1733 posiadłość wróciła do właścicieli. W 1780 roku książę August Czartoryski rozpoczął budowę rezydencji, wznosząc klasycystyczny pałac z półotwartym salonem kolumnowym według projektu Szymona Bogumiła Zuga. Po śmierci Augusta prace kontynuowała jego córka, Izabela Lubomirska. Włoch Vincenzo Brenna wykonał m.in. dekorację ścian i sufitów pałacowych.
Pod koniec XVIII wieku ziemie te przejął zięć Izabeli Lubomirskiej – Stanisław Kostka Potocki. Po ślubie jego syna Aleksandra z Anną Tyszkiewiczówną posiadłość w Bażantarni przeznaczono na letnią siedzibę państwa młodych. Potoccy na cześć swej córki Natalii nazwali ją Natolinem.
Znajdujący się w Natolinie Zespół pałacowo-parkowy jest od 1992 roku siedzibą Kolegium Europejskiego, uczelni prowadzącej podyplomowe studia europejskie, wzorowanej na paryskiej École nationale d’administration.

## Ważniejsze obiekty
- Stacja metra Natolin
- Centrum Handlowo-Usługowe Galeria Ursynów
- Park im. Cichociemnych Spadochroniarzy AK i Wzgórze Trzech Szczytów
- Park Przy Bażantarni
- Kościół bł. Władysława z Gielniowa
- Kościół Ofiarowania Pańskiego
- Zespół pałacowo-parkowy w Natolinie